# 이절론

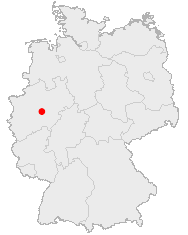
이절론의 위치

이절론(독일어: Iserlohn)은 독일 서부 노르트라인베스트팔렌주에 있는 도시이다. 인구 94,966(2010년).
노르트라인베스트팔렌 주 동남쪽의 구릉지인 자우어란트의 서북쪽 끝, 루르강 부근에 위치한다. 1237년 자치시로 인가받았고, 19세기 이후 루르의 주요 산업도시로 성장하였다. 1975년부터 아른스베르크 현 메르키셔 군에 속하고 있다. 헤머가 동쪽에 있으며, 메르키셔 군의 군청인 루덴샤이트는 동남쪽에 위치한다. 인근의 주요 도시로는 서쪽으로 하겐, 서북쪽으로 도르트문트가 있다.

## 자매 도시
- 네덜란드 Almelo (1954)
- 스위스 빌/비엔 (1959)
- 오스트리아 할인티롤 (1967)
- 영국 렉섬 (1970)
- 프랑스 Auchel (1975)
- 프랑스 Laventie (1975)
- 헝가리 니레지하저 (1989)
- 러시아 노보체르카스크 (1990)
- 독일 Glauchau (1991)
- 폴란드 호주프 (2004)